# Dicranodontium porodictyon
Dicranodontium porodictyon är en bladmossart som beskrevs av Jules Cardot och Thériot 1911. Dicranodontium porodictyon ingår i släktet Dicranodontium och familjen Dicranaceae. Inga underarter finns listade i Catalogue of Life.